# Pravir Chandra Bhanj Deo
Pravir Chandra Bhanj Deo (Hindi: प्रवीर चन्द्र भंज देव, Pravīr Candra Bhañj Dev; * 25. Juni 1929; † 25. März 1966 in Jagdalpur) war der zwanzigste und letzte „herrschende“ Raja des zentralindischen Fürstenstaates Bastar.

## Leben
Pravir Chandra war das zweite Kind seiner Mutter, der Rani Prafulla Kumari, die 1936 in London bei einer Blinddarmoperation starb. Er hatte eine ältere Schwester Kamla († 1954) eine jüngere Geeta († 2002) und einen Bruder Vijay Chandra, dessen Sohn Bharat Chandra Bhanj Deo heute dem Haus vorsteht. Die britischen Kolonialherren hatten seinen syphilitischen Vater Prafulla Kumar der 16-jährigen Rani als Ehemann aufgezwungen, als sie nach dem Tode von Rudra Pratap Deo († 1921) während ihrer Minderjährigkeit das Land direkt beherrschten.

### Jugend und Ausbildung
Die Familie lebte in England, während Prafulla Kumar in Cambridge Anthropologie studierte. Da er in einem Studentenmagazin nationalistische Tendenzen gezeigt hatte, verbot das Government of India seine Rückkehr nach Bastar. Die Kinder wurden unter staatliche Vormundschaft gestellt und wuchsen getrennt unter der Zucht englischer Gouvernanten auf. Pravir Chandra wird als hysterisches, empfindliches Kind beschrieben. Ein Psychologe in Kalkutta empfahl seine Angstattacken zu behandeln, deren Ursachen in der Grausamkeit seines Vaters gelegen haben sollen. Der Kontakt zu seinen Untertanen beschränkte sich auf Auftritte bei der jährlichen Dussehra-Versammlung, bei der ihm als Oberpriester eine gewisse rituelle Funktion zukam.
Das Rajkumar College von Raipur (Kanker) verließ er 1940 nach einem Nervenzusammenbruch. Danach besuchte er das Daly College von Indore ohne Probleme. Beim anschließenden Kurs an der indischen Militärakademie in Dehradun zeigte er sich schwächlich und lustlos, so dass er den zweijährigen Aufenthalt abbrach, nach außen hin um als nun 18-jähriger die Herrschaft in seinem Land anzutreten.

### Amtszeit
Seit Bhairam Deo 1870 gezwungenermaßen einen Vertrag mit den Briten abgeschlossen hatte, stand das Land für alle praktischen Belange unter der Kontrolle des Commissioners der Central Provinces and Berar. Die Kontrolle der Kolonialherren verstärkte sich während der drei Regentschaften wegen Minderjährigkeit noch weiter. Pravir Chandra trat nun, einen Monat vor der indischen Unabhängigkeit, im Juli 1947 die „unumschränkte Herrschaft“ an.
Die Regierung in New Delhi stand ihm verständlicherweise mit Misstrauen gegenüber. Verstärkt wurde dies durch den Plan einen großen Teil des Landes zu Bergbauzwecken an das sich zu der Zeit unabhängig gebärende Hyderabad zu verpachten. Der Raja trat schließlich im Dezember 1947, wie alle seine Kollegen in den Central Provinces und Orissa, zurück und stimmte dem Beitritt zur indischen Union zu. Zunächst erhielt er eine Pension von 200.000 Rs. zugesprochen. Das Land wurde mit Kanker zum Distrikt Bastar vereinigt. Es war Teil der Raipur Division und stellte sieben Abgeordnete im Landesparlament und einen Abgeordneten in der Lok Sabha.
1951 wandte er sich tantrischen Praktiken zu. Da man ihm in Delhi weiterhin misstraute, wurde er aufgrund seiner Diagnose als Jugendlicher 1953 für geisteskrank erklärt und sein Vermögen unter Zwangsverwaltung der Regierung von Madhya Pradesh gestellt.

### Bis 1966
Seine Popularität beim Volk stieg, als er 1955 die herrschende Dürre auf die Verwaltung durch den Court of Wards zurückführte und ein Feueropfer zelebrierte. Die Bevölkerung Bastars wuchs, größtenteils durch Zuwanderung von außen bis 1961 um 27,7 %, in der folgenden Dekade nochmals um fast 30 %. Die Ausbeutung des Waldreichtums und der Bodenschätze nahm rapide zu. Dies führte zu Unruhe unter der mehrheitlich indigenen Bevölkerung (Tribals).
Pravir Chandra gründete 1955 die Adivasi Kisan Mazdoor Sangh, die sich den Schutz der traditionellen Lebensweise auf die Fahnen schrieb. Um seinen Einfluss einzuschränken, beschloss die Kongresspartei ihn zu kooptieren und stellte ihn für die Parlamentswahl 1957 als Kandidaten auf. Trotzdem wurde sein Vermögen nicht freigegeben. 1960 gründete er die lokale Partei Adivasi Seva Dal, deren Aktivisten sich gegen die Zentralregierung stellten und von denen viele bald verhaftet wurden. Der ehemalige Raja wurde am 11. Februar 1961 unter den Bestimmungen des Preventive Detention Act (1950) in Schutzhaft genommen und im Gefängnis von Narsinghgarh festgesetzt.
Ab dem 28. März organisierte das unruhige Volk mehrere große Demonstrationen. Am 31. März gab es 13 Tote als die Polizei in die Menge feuerte, 59 Personen wurden wegen Landfriedensbruchs angeklagt. Ruhe kehrte nach seiner Freilassung im April ein. Im Juli heiratete er Shubraj Kumari (= Vedwati). Pravir Chandra kehrte am 3. August in seinen Palast zurück. Er nahm seine Agitation bald wieder auf. Es kam zu verschiedenen Zwischenfällen mit der Polizei. Die Zwangsverwaltung seines Vermögens wurde am 25. Juli 1963 aufgehoben. Seiner Frau entfremdete er sich bis 1965.
Im Hungerjahr 1965/6 kam es zu einer Aufstandsbewegung. Träger waren diesmal hauptsächlich Frauen, die der Zentralregierung misstrauten, die Getreide-Zwangsabgabe gerecht zu verteilen. Sie verklärten die „gute alte Zeit“ der Monarchie und forderten die Restauration. Pravir Chandra schürte während der Dusserah-Feiern diese Bewegung, es kam zu etlichen Zwischenfällen.
Am 25. März 1966 kam es am Markttag in der Hauptstadt zu einem Auflauf und einer Demonstration von Tribals, die teilweise mit Pfeil und Bogen bewaffnet waren. Der Polizeichef untersagte die Ansammlung, die vom Raja auf den Stufen vor dem Palast beobachtet wurde. Das Feuer auf die Richtung Palast Fliehenden wurde gegen 12.45 Uhr eröffnet. Auch Pravir Chandra fiel im Kugelhagel.
Die Belagerung des Palastes ging bis zum folgenden Morgen weiter, es gab 220 Verhaftungen. Der Polizeibericht sprach von dreizehn Toten, darunter einem Polizisten und 30 Verwundeten, davon 10 Polizisten. Augenzeugen sprechen von mindestens 20 Toten, die per Lastwagen nachts weggeschafft und in den Fluss geworfen wurden. Zwei Untersuchungen in den nächsten zwei Jahren konnten die Vorgänge nicht vollständig aufklären.
In den folgenden Jahren behaupteten etliche Personen die Reinkarnation Pravir Chandras zu sein. Am erfolgreichsten damit war „Baba“ Bihari Das ab 1971. 1974 richtete er bei Chapka ein Ashram ein und war für den Congress, der ihn bald kooptierte, in der Politik aktiv. Er wurde während der Indian Emergency 1½ Jahre inhaftiert, blieb jedoch bis in die 1990er aktiv.